# Province ecclésiastique de Lille

Diocèses de la province ecclésiastique de Reims du Ier siècle ap. J.-C. à 1559 (frontières de 2002)

Province ecclésiastique de Lille depuis 2008

La province ecclésiastique de Lille est une des quinze provinces ecclésiastiques de l'Église catholique en France. Sa délimitation territoriale correspond à l'ancienne région administrative Nord-Pas-de-Calais (1972-2016).
Elle a été créée en mars 2008 par transfert à Lille du siège métropolitain précédemment situé à Cambrai. Elle remplace donc la province ecclésiastique de Cambrai. 
Elle regroupe les diocèses suivants :
- Archidiocèse métropolitain de Lille
- Archidiocèse de Cambrai
- Diocèse d'Arras, Boulogne et Saint-Omer